# Joaquín Alem
Joaquín Andrés Alem (* 1975) ist ein argentinischer Komponist, Bandoneon-Spieler, Gitarrist und Musikpädagoge.

## Leben und Wirken
Alem studierte am Conservatorio Nacional Superior de Música in Buenos Aires Zudem absolvierte er Studien in Komposition, Bandoneon, Gitarre, Kammermusik und Orchestrierung bei unter anderem Rodolfo Mederos, Julio Viera, Omar Cyrulnik. Sein Studium schloss er als examinierter Musiklehrer ab.
Ab 1999 unterrichtete er als Dozent und Professor am Konservatorium „Ernesto Mogávero“ in Olavarría Gitarre, Bandoneon, Komposition und Interpretation. Parallel dazu konzertierte er in Lateinamerika und Europa. In Argentinien gründete er 2003 das Quartett Circulo Nomade (Bandoneon, Klarinette und zwei Gitarren) und 2010 das Quartett Sangra Arcoiris Conjunto (Bandoneon, zwei Violinen und Kontrabass).
2012 übersiedelte er nach Oldenburg und gründete dort im Jahr 2016 mit drei Mitgliedern des Oldenburgischen Staatsorchesters das Joaquín Alem Cuarteto in der Besetzung Bandoneon und Streichtrio.
Im Jahr 2021 gründete er das zeitgenössische Tango-Quintett Joaquin Alem New Tango Group, das sich auf ein neues und originelles Repertoire spezialisiert hat, das die Essenz des argentinischen Tangos mit den Farben der zeitgenössischen Musik und des Jazz verbindet.
Er arbeitete als Interpret, Komponist und Arrangeur mit Orchestern wie dem Oldenburgischen Staatsorchester, dem Staatsorchester Rheinische Philharmonie, den Bremer Philharmonikern, dem Philharmonischen Orchester Bremerhaven zusammen.
Alem konzertierte unter anderem bei den Kammerkonzerten des Oldenburgischen Staatstheaters, beim Bandoneon Festival Krefeld, im Centro de Experimentación des Teatro Colón, am Teatro Gran Rex und am Mozarteum Argentino in Buenos Aires.
2018 gründete er in Deutschland den Musikverlag Editoriales Mendoza, der sich auf Bandoneon-Noten spezialisiert hat, und erarbeitete ein Lehrwerk für Bandoneon.
Seit 2016 unterrichtet Alem am Institut für Musik der Carl von Ossietzky Universität Oldenburg, aktuell (2021–2023) in Lehrveranstaltungen für Komposition- und Improvisationsmodelle für Gitarren, Streicher und/oder Bandoneon. 2020 leitete er das Praxisseminar „Einführung Bandoneon“, mit dem dieses Instrument erstmals an einer deutschen Universität in den Lehrplan aufgenommen wurde.

## Werk
Zu Alems Kompositionen zählen zahlreiche Werke für Bandoneon, Gitarre sowie auch zeitgenössische Kammermusik und Orchesterwerke. Darunter Solo-Werke für Bandoneon und Gitarre sowie Werke für Bandoneon bzw. Gitarre mit unterschiedlicher kammermusikalischer Begleitung (zum Beispiel Duos, Quartette, Klavier, Streichorchester).
Seine Werke „Quinteto para cuarteto cuerdas y bandoneón“ (2014) „Introdución y Contemplar“ (2017) und „No se desalienta y sigue su camino más que nunca“ (2021) wurden am Oldenburgischen Staatstheater uraufgeführt.
2021 erhielt er ein Stipendium als Berufskomponist der GEMA und 2022 des Deutschen Musikrates, woraufhin er das Tango-Ballett Romeo y Julieta komponierte, das er im Februar 2023 mit seinem Quintett im Bremer Konzerthaus Die Glocke zur Uraufführung brachte.

## Diskographie
- Circulo Nómade (2004)
- Esencia - Música para Bandoneón solo (2009)
- Sangra Arcoiris Conjunto (2013)
- Lado A y lado B. (Calygram 2020)
- Romeo Y Julieta (Calygram 2022)